# Oia breviprocessia
Oia breviprocessia is een spinnensoort in de taxonomische indeling van de hangmatspinnen (Linyphiidae).
Het dier behoort tot het geslacht Oia. De wetenschappelijke naam van de soort werd voor het eerst geldig gepubliceerd in 2010 door Song en Li.